# Gewerbeausübung durch Minderjährige
Die Gewerbeausübung durch Minderjährige gestaltet sich aufgrund der beschränkten Geschäftsfähigkeit anders als bei volljährigen Personen und ist je nach Land unterschiedlich geregelt.

## Rechtslage

### Deutschland
In Deutschland ist es nach dem Grundsatz der Gewerbefreiheit (§1 GewO) grundsätzlich jedem gestattet, ein Gewerbe zu betreiben.
Nach § 112 BGB benötigen Minderjährige zum selbständigen Betrieb eines Erwerbsgeschäftes die Ermächtigung der gesetzlichen Vertreter und die des Familiengerichts. Dazu sind in der Regel eine persönliche Anhörung des Minderjährigen und die Vorlage eines Businessplans vonnöten. Minderjährige unter 7 Jahren sind nicht geschäftsfähig und können daher grundsätzlich kein Gewerbe betreiben.
Der Minderjährige ist für diese Geschäfte dann voll geschäftsfähig, mit Ausnahme einiger Geschäfte wie dem Kauf einer Immobilie oder der Aufnahme eines Kredits. Die Genehmigung berechtigt i. d. R. zum Anmelden eines Einzelunternehmens. Allerdings muss für jedes Unternehmen eine neue Genehmigung eingeholt werden. Der Begriff des Erwerbsgeschäftes nach § 112 BGB umfasst allerdings nicht ausschließlich den Betrieb eines Gewerbes, sondern auch beispielsweise die Arbeit als Freiberufler.
Zur Gründung einer Kapital- oder Personengesellschaft oder zum Erwerb von Anteilen einer bestehenden Gesellschaft bedarf es je nach Umstand weiterer Genehmigungen des Familiengerichts. Des Weiteren kann ein Minderjähriger ausnahmslos kein Geschäftsführer einer Gesellschaft werden. Möchte ein minderjähriger Gesellschafter ein Elternteil als Geschäftsführer bestellen, ist die Genehmigung eines Ersatzpflegers erforderlich.
Ein Minderjähriger kann allerdings als Prokurist eines Unternehmens eingesetzt werden. Dessen Handlungen sind trotz der beschränkten Geschäftsfähigkeit genauso wirksam wie die eines unbeschränkt geschäftsfähigen.

### Österreich
In Österreich ist die Ausübung eines Gewerbes durch die Gewerbeordnung auf eigenberechtigte (geschäftsfähige) Personen beschränkt. Somit können Minderjährige grundsätzlich kein Einzelunternehmen führen.
Allerdings können Minderjährige mit Zustimmung der gesetzlichen Vertreter nach § 167 Abs. 3 ABGB mit Genehmigung des Gerichts ein Unternehmen in Form einer Gesellschaft gründen oder Gesellschafter eines bestehenden Unternehmens werden. Die Geschäftsführung einer solchen Gesellschaft muss dennoch eine eigenberechtigte (geschäftsfähige) und somit volljährige Person wahrnehmen.

### Schweiz
In der Schweiz gibt es keine definierten Voraussetzungen bezüglich des Alters eines Gewerbetreibenden. Daher wird sowohl die Gründung als auch die Ausübung eines Gewerbes wie jedes andere Rechtsgeschäft behandelt und bedarf als solches der Genehmigung der gesetzlichen Vertreter. Diese kann auch schweigend oder im Nachhinein erfolgen, ist aber für jeden einzelnen abgeschlossenen Vertrag vonnöten.
Die Eintragung ins Handelsregister, welche ab einem Umsatz von 100.000 CHF verpflichtend ist, ist erst ab einem Alter von 16 Jahren möglich.
Geschäftsführer einer GmbH und Verwaltungsratsmitglieder einer AG müssen mindestens 18 Jahre alt sein.

### Belgien
Zur Anmeldung eines Gewerbes muss die Volljährigkeit erreicht sein. Eine Ausnahme gilt für Handwerker; diese dürfen mit Einverständnis ihrer gesetzlichen Vertreter bereits mit 16 Jahren selbstständig tätig werden.

### Irland
Für das Gründen eines Unternehmens, sei es ein Einzelunternehmen, eine Personengesellschaft oder eine Kapitalgesellschaft, sowie für das Halten von Anteilen einer Kapitalgesellschaft sind keine Altersbeschränkungen festgelegt. Aufgrund der Rechtslage, welche vorsieht, dass Minderjährige keine rechtlich bindenden Verträge eingehen können, gestaltet sich die Unternehmerschaft Minderjähriger allerdings schwierig.
Das Mindestalter für Geschäftsführer beträgt 18 Jahre.

### Norwegen
Ab dem Alter von 15 Jahren können sich Minderjährige mit Erlaubnis ihrer Eltern und des lokalen Statsforvalter als Einzelunternehmer registrieren lassen. Minderjährige sind bereits ab dem 13. Lebensjahr selbst für die Versteuerung ihrer eigenen Einkünfte verantwortlich.
Für alle sonstigen Unternehmensformen, einschließlich der Arbeit als Geschäftsführer, muss das 18. Lebensjahr vollendet sein.

### Schweden
Minderjährige können sich ab einem Alter von 16 Jahren mit Zustimmung ihrer gesetzlichen Vertreter als Einzelunternehmer registrieren. Sie benötigen ebenfalls die Zustimmung eines Vormunds (chief guardian) der Gemeinde.

### Vereinigtes Königreich
In Großbritannien können Minderjährige grundsätzlich ein Einzelunternehmen (sole trader) gründen. Sie können auch Anteile einer Kapitalgesellschaft besitzen.
Minderjährige sind ab einem Alter von 16 Jahren voll geschäftsfähig. Die Regierung weist darauf hin, dass Anträge zum Registrieren eines Unternehmens in der Regel abgelehnt werden, wenn der Antragsteller erkennbar jünger als 16 Jahre ist.
Minderjährige können zudem erst ab der Vollendung des 16. Lebensjahres eine Position als Geschäftsführer und als Gesellschaftssekretär ausüben.

### Australien
Minderjährige können als Einzelunternehmer (sole trader) oder als Teilhaber einer Personengesellschaft unternehmerisch tätig werden.
Auch für das Gründen oder Besitzen (von Anteilen) einer Kapitalgesellschaft ist de jure keine Altersbeschränkung festgelegt. Aufgrund der Rechtslage, welche vorsieht, dass Minderjährige keine rechtlich bindenden Verträge eingehen können, gestaltet sich die Unternehmerschaft Minderjähriger jedoch schwierig.
Die steuerliche Registrierung muss bis zum 12. Lebensjahr von einem gesetzlichen Vertreter durchgeführt werden, bis zum 15. Lebensjahr kann das entweder vom gesetzlichen Vertreter oder vom Minderjährigen selbst durchgeführt werden und ab dem 16. Lebensjahr muss der Minderjährige dies alleine durchführen.
Selbstständig arbeitende Minderjährige haben sich an spezielle rechtliche Vorgaben bezüglich der Arbeitszeiten zu halten; so ist in den meisten Territorien Arbeit während der Schulzeit und zu bestimmten Uhrzeiten bis zu einem bestimmten Alter verboten. Des Weiteren gibt es spezielle Vorschriften für Angestellte von Minderjährigen. Je nach Territorium gelten zudem weitere Einschränkungen für Minderjährige unter 15 Jahren.
Das Mindestalter für Geschäftsführer beträgt 18 Jahre.

### Indien
In Indien ist es Minderjährigen nicht möglich, ein Unternehmen zu gründen oder Geschäftsführer eines Unternehmens zu sein.
Es ist aber möglich, dass eine volljährige Person ein Unternehmen gründet und dieses oder Anteile an diesem an eine minderjährige Person verschenkt. Dadurch wird der Minderjährige zum (teilweisen) Inhaber des Unternehmens.
Das Mindestalter für Geschäftsführer beträgt 18 Jahre.

### Kanada
Das kanadische Recht ähnelt dem australischen, wenn es um die Unternehmerschaft Minderjähriger geht. Demnach ist für die Gründung eines Einzelunternehmens oder einer Personengesellschaft keine Altersbeschränkung festgelegt. Minderjährige benötigen für jeden Vertrag die Zustimmung des gesetzlichen Vertreters.
Dasselbe gilt für das Besitzen von Anteilen einer Kapitalgesellschaft. Der Canada Business Corporations Act löst, auch wenn er nicht auf alle Unternehmen anwendbar ist, ein Problem der Vollstreckbarkeit von Entscheidungen Minderjähriger; er legt explizit fest, dass Entscheidungen, welche von einem Minderjährigen als Gesellschafter getroffen wurden, im Nachhinein nicht vom (ehemals) Minderjährigen rückgängig gemacht werden können.
Sofern Einkommen aus Kapitalgesellschaften als passiv eingestuft werden, fällt für sie eine besonders hohe Steuer („Kiddie Tax“) an. Diese Regelung wendet sich jedoch vor allem gegen Steuervermeidung der Eltern als gegen eine tatsächliche Selbstständigkeit des Minderjährigen.
Das Mindestalter für Gründer einer Kapitalgesellschaft und für Geschäftsführer beträgt 18 Jahre.

### Singapur
Das Mindestalter für die Gründung eines Einzelunternehmens oder einer Personengesellschaft beträgt 18 Jahre.
Das Mindestalter für Geschäftsführer beträgt 18 Jahre. Es existieren keine Gesetze, welche Minderjährigen explizit das Besitzen von Anteilen an einem Unternehmen verbieten würden.

### Vereinigte Arabische Emirate
Während man in den Vereinigten Arabischen Emiraten erst mit etwa 21 Jahren als volljährig gilt, ist die Gründung eines Unternehmens seit 2023 bereits mit 18 Jahren möglich. Dies umfasst sämtliche Bereiche; Einzelunternehmer, Gesellschafter und Geschäftsführer. Für die unternehmerische Tätigkeit gilt der Minderjährige als voll geschäftsfähig.
Unter bestimmten Regeln ist es seit 2023 auch schon Minderjährigen ab 15 Jahren erlaubt, „Handel zu betreiben“.

### Vereinigte Staaten
Die Gesetze bezüglich Unternehmensgründung durch Minderjährige variieren je nach Staat und Rechtsform.
Je nach Staat variieren zudem die Gesetze bezüglich der Geschäftsfähigkeit von Minderjährigen. Somit sind die Handlungsmöglichkeiten der Minderjährigen, zumindest ohne Zustimmung ihrer gesetzlichen Vertreter, eingeschränkt.
Es ist zu beachten, dass nicht nur das Alter zum Erreichen der Volljährigkeit je nach Staat variiert, sondern in vielen Staaten auch die Möglichkeit der Emanzipation Minderjähriger besteht, wodurch dieser annähernd die gleichen Rechte wie ein Volljähriger erlangt. Dies deckt aber nicht unbedingt alle Rechte im Bereich der unternehmerischen Tätigkeit ab.

#### Einzelunternehmen
Einzelunternehmer müssen sich in den Vereinigten Staaten nicht registrieren. Jeder, der legal Geschäfte betreibt, ist automatisch Unternehmer. Daher gibt es hierfür kein festgelegtes Mindestalter.
Einige Unternehmer müssen ihre DBA (doing business as) registrieren. Hierfür kann es je nach Ort ein Mindestalter geben.

#### Limited Liability Company
In Colorado, Illinois, Minnesota, Oregon und Texas ist es Minderjährigen untersagt, eine Limited Liability Company (LLC) zu gründen. Die meisten Staaten sehen hierfür aber kein Mindestalter vor. Auch ist es Minderjährigen legal möglich, eine LLC in einem anderen Staat zu gründen und diese im eigenen Staat zu betreiben.
Grundsätzlich ist es Minderjährigen in keinem Staat verboten, Mitglied einer LLC zu sein, sprich, sie zu besitzen. Somit ist es möglich, die Gründung durch eine andere Person, wie beispielsweise die Eltern, vornehmen zu lassen, und dennoch Inhaber der Gesellschaft zu sein.

#### Corporation (Kapitalgesellschaft)
Um Geschäftsführer oder Gründer einer Corporation (Gesellschaft) zu werden, sind je nach Bundesstaat verschiedene Voraussetzungen erforderlich. Für das bloße Besitzen von Anteilen ist kein Mindestalter vorgesehen.
Folgende Bundesstaaten setzen Stand 2012 für Gründer einer Corporation die Volljährigkeit voraus: Alaska, Arkansas, Colorado, Illinois, Louisiana, Maryland, Missouri, Minnesota, New Jersey, New York, North Dakota, Oregon, Pennsylvania, Texas, Utah, Vermont.

## Übersicht
Sofern keine Altersgrenze gegeben ist, ist zu beachten, dass Minderjährige nur begrenzt geschäftsfähig sind und je nach Rechtslage keine rechtlich bindenden Verträge eingehen können.
| Land                           | Einzelunternehmer                                        | Gründung einer Gesellschaft                               | Gesellschafter                          | Mindestalter Geschäftsführer | Bemerkungen                                                                                            |
| ------------------------------ | -------------------------------------------------------- | --------------------------------------------------------- | --------------------------------------- | ---------------------------- | --- |
| * Australien                   | keine Altersgrenze                                       | keine Altersgrenze                                        | keine Altersgrenze                      | 18 Jahre                     | Steuerliche Registrierung ab 13 Jahren ohne Eltern möglich Regeln bzgl. Angestellter und Arbeitszeiten |
| * Belgien                      | für gewöhnlich nicht möglich ab 16 Jahren für Handwerker | nicht möglich                                             | ?                                       | 18 Jahre                     | |
| * Deutschland                  | mit Zustimmung des Vormundschaftsgerichts                | weitere Gerichtsbeschlüsse nötig                          | weitere Gerichtsbeschlüsse nötig        | 18 Jahre                     | Volle Geschäftsfähigkeit mit Beschluss nach § 112 BGB                                                  |
| * Indien                       | nicht möglich                                            | nicht möglich                                             | Erwerb etc. Schenkung/Erbe              | 18 Jahre                     | |
| * Irland                       | keine Altersgrenze                                       | keine Altersgrenze                                        | keine Altersgrenze                      | 18 Jahre                     | |
| * Kanada                       | keine Altersgrenze                                       | nicht möglich                                             | keine Altersgrenze                      | 18 Jahre                     | |
| * Norwegen                     | ab 15 Jahren mit Zustimmung des Statsforvalter           | nicht möglich                                             | ?                                       | 18 Jahre                     | |
| * Österreich                   | nicht möglich                                            | mit Zustimmung des Pflegschaftsgerichts                   | mit Zustimmung des Pflegschaftsgerichts | 18 Jahre                     | |
| * Schweden                     | mit Zustimmung eines chief guardian der Gemeinde         | ?                                                         | ?                                       | 18 Jahre                     | |
| * Schweiz                      | keine Altersgrenze                                       | keine Altersgrenze                                        | keine Altersgrenze                      | 18 Jahre                     | Eintragung ins Handelsregister ab 16 Jahren möglich                                                    |
| * Singapur                     | keine Altersgrenze                                       | nicht möglich                                             | keine Altersgrenze                      | 18 Jahre                     | |
| * Vereinigte Arabische Emirate | ab 18 Jahren                                             | ab 18 Jahren                                              | ab 18 Jahren                            | 18 Jahre                     | Volljährigkeit erst mit 21 Jahren erreicht Volle Geschäftsfähigkeit für Unternehmer ab 18 Jahren       |
| * Vereinigtes Königreich       | ab 16 Jahren (de facto)                                  | ab 16 Jahren (de facto)                                   | keine Altersgrenze                      | 16 Jahre                     | Volle Geschäftsfähigkeit grundsätzlich mit 16 Jahren                                                   |
| * Vereinigte Staaten           | keine Altersgrenze DBA je nach Ort ab 18                 | Je nach Staat und Rechtsform; LLC meist ohne Altersgrenze | keine Altersgrenze                      | Je nach Bundesstaat          | Volle Geschäftsfähigkeit durch Emanzipation möglich                                                    |